# 小行星1147
小行星1147（1147 Stavropolis）是一颗围绕太阳公转的小行星。1929年6月11日，格利果利·N·諾伊明在克里米亚发现了此天体。
該小行星以俄羅斯的城市斯塔夫羅波爾命名。
这颗小行星的绝对星等为15.66443505802848等。